# غابينو دييغو
غابينو دييغو (بالإسبانية: Gabino Diego)‏ هو ممثل إسباني، ولد في 18 سبتمبر 1966 في مدريد في إسبانيا.

## أعمال

### أفلام
- (1992) بيل إيبوكيه[2]

## وصلات خارجية
- غابينو دييغو على موقع IMDb (الإنجليزية)
- غابينو دييغو على موقع ميوزك برينز (الإنجليزية)
- غابينو دييغو على موقع قاعدة بيانات الفيلم (الإنجليزية)